# Kaavan
Kaavan (* 1985, Srí Lanka) je samec slona indického, přezdívaný také „nejosamělejší slon na světě“.

## Život
Narodil se v roce 1985 na Srí Lance, ale po svém narození byl srílanskou vládou darován tehdejšímu pákistánskému prezidentovi Muhammadovi Zijáulovi Hakovi. Slon byl umístěn do Zoo Islámábád, hlavním městě Pákistánu Islámábád. V roce 1990 byla přivezena samice Saheli z Bangladéše a žila zde až do své smrti v roce 2012.

## Snaha o osvobození Kaavana
V roce 2015 zahájil jeden student online petici na Kaavanovo propuštění. Petice byla podepsána mnoha lidmi a začala se jí zabývat média. Petice byla údajně zaslána orgánům zoo a tehdejšímu pákistánskému premiérovi Navázovi Šarifovi.
Zpráva ze září 2016 zdůraznila hrozný stav, ve kterém Kaavan žil, včetně toho, že byl přes dvacet let spoután řetězy. Zoo se následně rozhodla poslat slona do Kambodže. Příběh Kaavana zaujal i americkou popovou zpěvačku Cher, která zahájila kampaň s názvem #SaveKaavan. Ve stejném roce také kolovala další petice, kterou podpořilo více než 200 000 lidí. Kampaň také uvedla, že slon žil v malém výběhu bez dostatečného prostoru pro dýchání a pouze s malým místem na vodu při obvyklých 40stupňových letních teplotách.

## Přemístění do Kambodže
Dne 17. července 2020 organizace Free the Wild oznámila, že pákistánská vláda rozhodla, že organizace má souhlas s přemístěním Kaavana do Kambodže. Mezi zářím a listopadem 2020 s podporou mnoha známých osobností, včetně zpěvačky Cher, bylo schváleno přemístění Kaavana do kambodžské přírodní rezervace. 
Dne 30. listopadu 2020 byl v Islámábádu uspořádán obřad, kterého se zúčastnili úředníci, aktivisté i veřejnost. Rozloučit se přišel i prezident Pákistánu Árif Alví a první dáma Sameena Alví, spolu s různými úředníky. Do Kambodže byl převezen 1. prosince 2020.